# المركز الوطني الرياضي في كريستال بالاس
المركز الوطني الرياضي في كريستال بالاس (بالإنجليزية: Crystal Palace National Sports Centre) هو مركز رياضي كبير يقع في جنوب لندن، إنجلترا. يتضمن منشآت داخلية متعددة ومضمارًا خارجيًا لألعاب القوى، ويُعد واحدًا من أبرز المرافق الرياضية في العاصمة البريطانية.

## التاريخ
افتُتح المركز في عام 1964 داخل حديقة كريستال بالاس، بالقرب من موقع قصر الكريستال الأصلي الذي دُمر في حريق عام 1936. كما يقع على نفس الأرض التي احتضنت نهائي كأس الاتحاد الإنجليزي في الفترة من 1895 حتى 1914، ما يمنحه مكانة تاريخية بارزة في الرياضة البريطانية.

## المرافق
يحتوي المركز على:
- مضمار ألعاب قوى دولي بسعة تقارب 15,500 مشجّع.
- صالة رياضية أولمبية مغطاة.
- برك سباحة، ومرافق للغوص والجمباز.
- ملاعب كرة قدم، وكرة سلة، وتنس داخلية وخارجية.

## الاستخدامات الرياضية
استضاف المركز عدة فعاليات رياضية وطنية ودولية، منها:
- لقاءات الدوري الماسي لألعاب القوى.
- بطولات التايكوندو والكاراتيه الدولية.
- تدريبات الفرق الوطنية البريطانية.
- فعاليات رياضية مدرسية وأكاديمية.

## الأهمية الثقافية
إلى جانب كونه منشأة رياضية، استخدم المركز أيضًا في التصوير السينمائي والفعاليات المجتمعية، ويُعد من معالم جنوب لندن ذات الطابع التاريخي والرياضي.

## وصلات خارجية
- الموقع الرسمي للمركز – Better.org.uk
- سجل التراث التاريخي لإنجلترا – Crystal Palace National Sports Centre